# Връшник (Таринци)
Вижте пояснителната страница за други значения на Връшник.
Връшник (на македонска литературна норма: Вршник) е праисторическо селище от Новокаменната епоха край село Таринци, Северна Македония. Обявено е за защитен паметник на културата.

## Местоположение
Намира се на 800 m североизточно от селото. В съседство в местността Кръст има две могилни погребения от римската епоха.

## Описание
През 1958 година Щипският музей, под ръководството на Милутин и Драга Гарашанин, извършва сондажни разкопки. Разкрито е многопластово неолитно селище с 4 жилищни хоризонта, потвърдено от части от битови съоръжения (огнища, пещи и лепеж) и множество предмети от материалната култура. Въз основа на типологичните различия, особено при съдовата керамика и култовата пластика, е установено, че животът в селището е протичал непрекъснато от края на Ранния до края на Късния неолит, предимно в рамките на местните традиции, но и временни влияния от други съвременни неолитни култури на Балканите. Затова изследователите я обособяват като отделна културна група – Анзабеговско-Връшнишка култура, поставяйки го в балкано-анадолския културен комплекс от Ранния неолит. Откриването на селището Връшник е толкова значимо, че на практика поставя основите на изследването и изучаването на неолита в Източна Македония.